# Józef Maria Hoene-Wroński

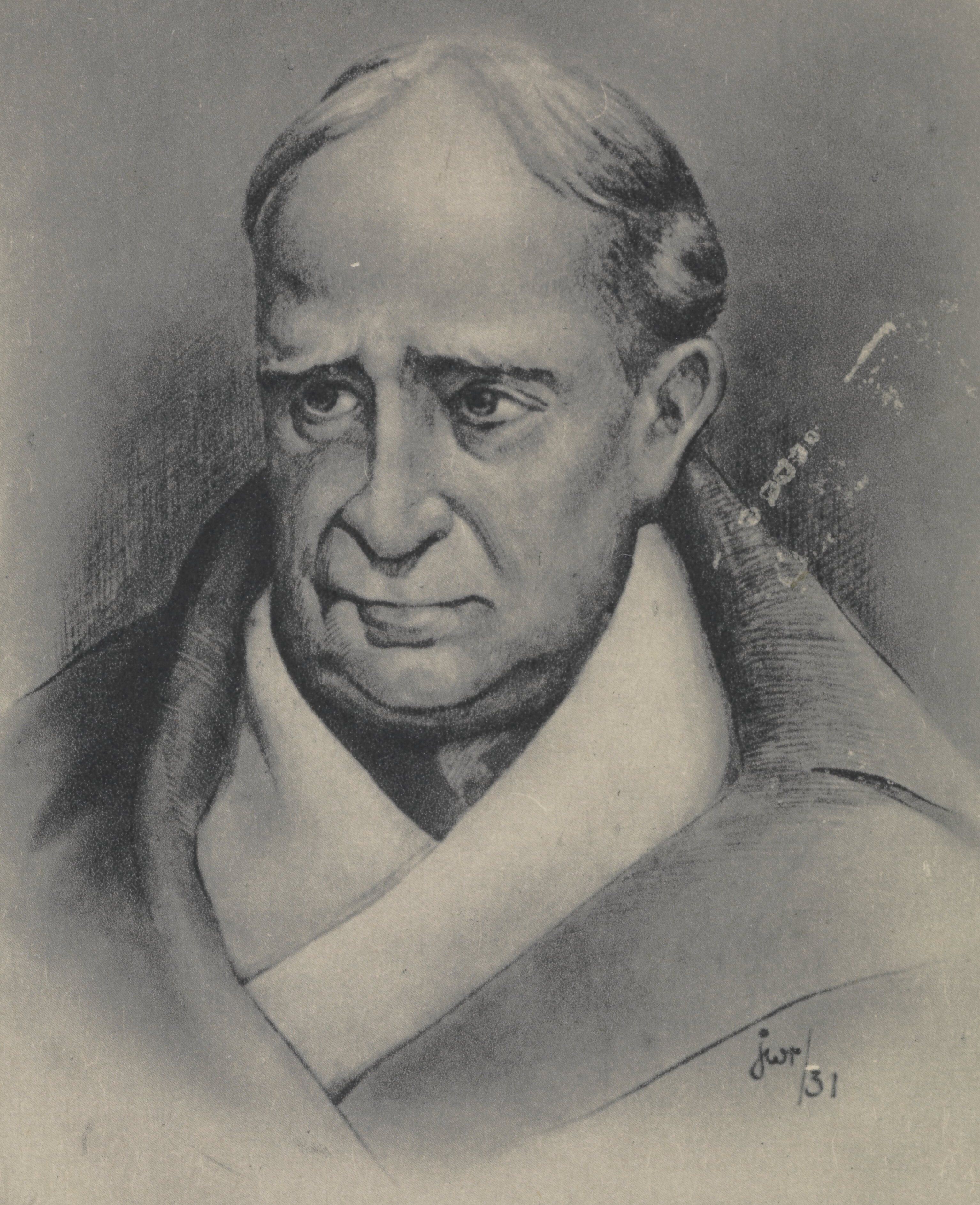
Józef Hoene-Wroński, 1776-1853.

Józef Maria Hoene-Wroński (24 de agosto de 1776 - 9 de agosto de 1853) fue un destacado matemático y filósofo mesianista polaco, que destacó asimismo como físico, inventor, jurista y economista.

## Vida
Hoene-Wroński procedía de una familia checa establecida en Wolsztyn, en el oeste de Polonia. En 1794 sirvió en la insurrección de Kościuszko como teniente segundo de artillería, fue hecho prisionero, y permaneció hasta 1797 en el ejército ruso. Reasignado con el grado de teniente coronel, estudió brevemente en Alemania y en 1800 se alistó en la Legión Polaca en Marsella.
Ahí comenzó su trabajo científico y académico y concibió la idea de un gran sistema filosófico. Diez años después de desplazó a París y vivió ahí hasta su muerte, trabajando infatigablemente hasta las últimas y más difíciles circunstancias materiales.
Escribió exclusivamente en francés, deseoso que sus ideas acerca de la inmortalidad sean accesibles para todos. Afirmó: "A través de Francia para Polonia". Publicó más de un millar de trabajos, y dejó mucho más en manuscritos. Cuando moría a sus setenta y cinco años de vida exclamó: "Dios Todopoderoso... ¡hay aun mucho más que quisiera decir!".
En ciencias, Hoene-Wroński fijó para él mismo sus tareas máximas: la completa reforma de la Filosofía, Matemática, Astronomía y Tecnología. No sólo elaboró un sistema filosófico sino también aplicaciones para la Política, Historia, Economía, Leyes, Psicología, Música y Pedagogía. Fue su aspiración el reformar el conocimiento humano de forma "absoluta, tanto como última".
En 1803 Wroński incursionó en la observación astronómica en Marsella, y comenzó a desarrollar una enorme y compleja teoría de la estructura y origen del universo. Durante este periodo, entabló correspondencia con casi todos los mejores científicos y matemáticos de su época, y fue bien conocido y renombrado entre la comunidad astronómica. En 1810 publicó los resultados de su investigación en un Tomo extenso, el cual recomendó como una nueva base para toda la ciencia y matemática. Sus teorías fueron totalmente pitagóricas, teniendo en los números y sus propiedades el apuntalamiento fundamental de la esencia de todo el universo. Sus afirmaciones encontraron poca aceptación, y sus investigaciones y teorías fueron generalmente desechadas como basura grandiosa. Sus correspondencias iniciales con las grandes figuras consiguieron que sus escritos ganaran más atención que una teoría chiflada típica. Incluso, fue merecedora de una revisión seria por parte del gran matemático Joseph Louis Lagrange (quien la calificó de manera sumamente desfavorable). Continuando la controversia, fue forzado a abandonar el observatorio.
Inmediatamente centró su atención hacia la aplicación de la filosofía en la matemática (sus críticos arremetieron diciendo que esto significaba prescindir del rigor matemático en favor de las generalidades). En 1812 publicó un escrito pretendiendo demostrar que cada ecuación tiene una solución algebraica, contradiciendo directamente los resultados que acababa de publicar Paolo Ruffini; sin embargo, Ruffini tenía razón.
Poco después fijo su mirada en búsquedas dispares y enormemente inexitosas. Desarrolló un diseño fabuloso para vehículos oruga pensando en reemplazar el transporte ferroviario, pero no logró persuadir a nadie para darle una atención seria a su diseño. En 1819 viajó a Inglaterra para tratar de conseguir una beca de la Oficina de longitud (un cuerpo gubernamental encargado de resolver la longitud del mar) para construir un dispositivo para determinar la longitud del mar. Después de las dificultades iniciales, se le dio una oportunidad de dirigir la Oficina, pero su grandiosa dirección, en longitud, contenía mucha filosofía y generalidades pero ningún plan específico para un aparato funcional y así la Oficina le retiró el apoyo. Permaneció muchos años en Inglaterra, en 1821 publicó en Londres un texto introductorio a las matemáticas, con el cual resolvió su situación financiera.
En 1822 regresó a Francia y nuevamente incursionó en más búsquedas bajo una especie de combinación de matemática y fantasía, completamente pobre y desprestigiado ante la sociedad intelectual. Al lado de su continua obsesión pitagórica, gastó mucho tiempo trabajando en diversas tentativas notoriamente inútiles, incluyendo sus intentos por construir una Máquina de movimiento perpetuo, demostrar la Cuadratura del círculo y construir una máquina para predecir el futuro (la cual fue nombrada Prognometro). En 1852, poco antes de su muerte, logró ganar audiencia para sus ideas: El Ocultista Eliphas Lévi conoció a Wroński y quedó totalmente impresionado e influenciado por su trabajo y dedicación.
Wroński murió en Neuilly-sur-Seine, Francia, en los suburbios de Paris.

## Legado
Aunque a lo largo de su vida casi todo su trabajo fue desechado como tontería, algo de ello en años posteriores comenzó a ser vislumbrado bajo una luz más favorable. Aunque casi todas sus grandiosas afirmaciones de hecho no tuvieran fundamento, su trabajo matemático contiene los destellos de un pensamiento profundo, y muchos resultados intermedios importantes. Su trabajo más significativo se dio en las series. Él criticó abiertamente a Lagrange por el uso de series infinitas, e introdujo a cambio una novedosa expansión para una función. Las críticas hacia Lagrange fueron la mayor parte de ellas infundadas, pero los coeficientes en la Nueva serie de Wronsky fueron descubiertos después de su muerte como importantes, para formar determinantes conocidos en la actualidad como Wronskianos (el nombre fue dado por Thomas Muir en 1882).
El nivel de los trabajos académicos y científicos de Wronsky y la amplitud de sus objetivos lo colocaron en el primer lugar de los metafísicos europeos a principios del siglo XIX. Pero el carácter abstracto, formal y oscuro de su pensamiento, la dificultad de su idioma, su seguridad ilimitada en sí mismo, sus juicios inflexibles hacia otros lo alienaron. Fue quizás el más original de los metafísicos polacos, mientras que otros eran meramente representativos de la visión polaca.